# EQSL

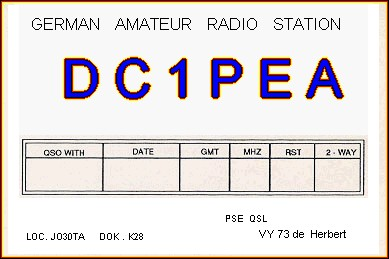
Wie die hier gezeigte QSL-Karte aus Karton dient auch eine eQSL zur Bestätigung einer erfolgten Funkverbindung und Übermittlung der wichtigsten Verbindungsdaten.

eQSL steht als Kürzel für elektronische QSL-Karte und ist eine moderne Alternative zur herkömmlichen QSL-Karte.
Ähnlich wie eine klassische Postkarte mithilfe des World Wide Web durch eine E-Card (elektronische Grußkarte) ersetzt werden kann, ist eQSL ein elektronischer Ersatz für „klassische“ QSL-Karten aus Karton (Bild).

## Geschichte
Das Electronic QSL Card Center (eQSL.cc) wurde im Jahr 1998 konzipiert und in Betrieb genommen. Es bietet allen lizenzierten Funkamateuren und auch Kurzwellenhörern (SWLs) die kostenlose Möglichkeit, QSO-Bestätigungen in Form von eQSL auszutauschen.
Neben den entfallenen Kosten für Beschaffung und Versand herkömmlicher QSL-Karten, ist ein weiterer Vorteil von eQSL die deutlich geringere Laufzeit bis zum Erhalt der Bestätigung. Während erstere oft Laufzeiten von vielen Wochen aufweisen, erhält der Funkamateur die eQSL zumeist noch am selben Tag. Inzwischen wurden weltweit bereits mehrere hundert Millionen eQSL ausgetauscht.
Im Gegensatz zu QSL-Karten aus Karton ist aufgrund der elektronischen Datenverarbeitung auch die Archivierung und übersichtliche Darstellung aller bestätigter Funkverbindungen besonders bequem möglich. So lassen sich eQSL einfach chronologisch ordnen oder sortiert nach Ländern (DXCC), Bändern, Betriebsarten oder nach Ausbreitungsmodi auflisten.

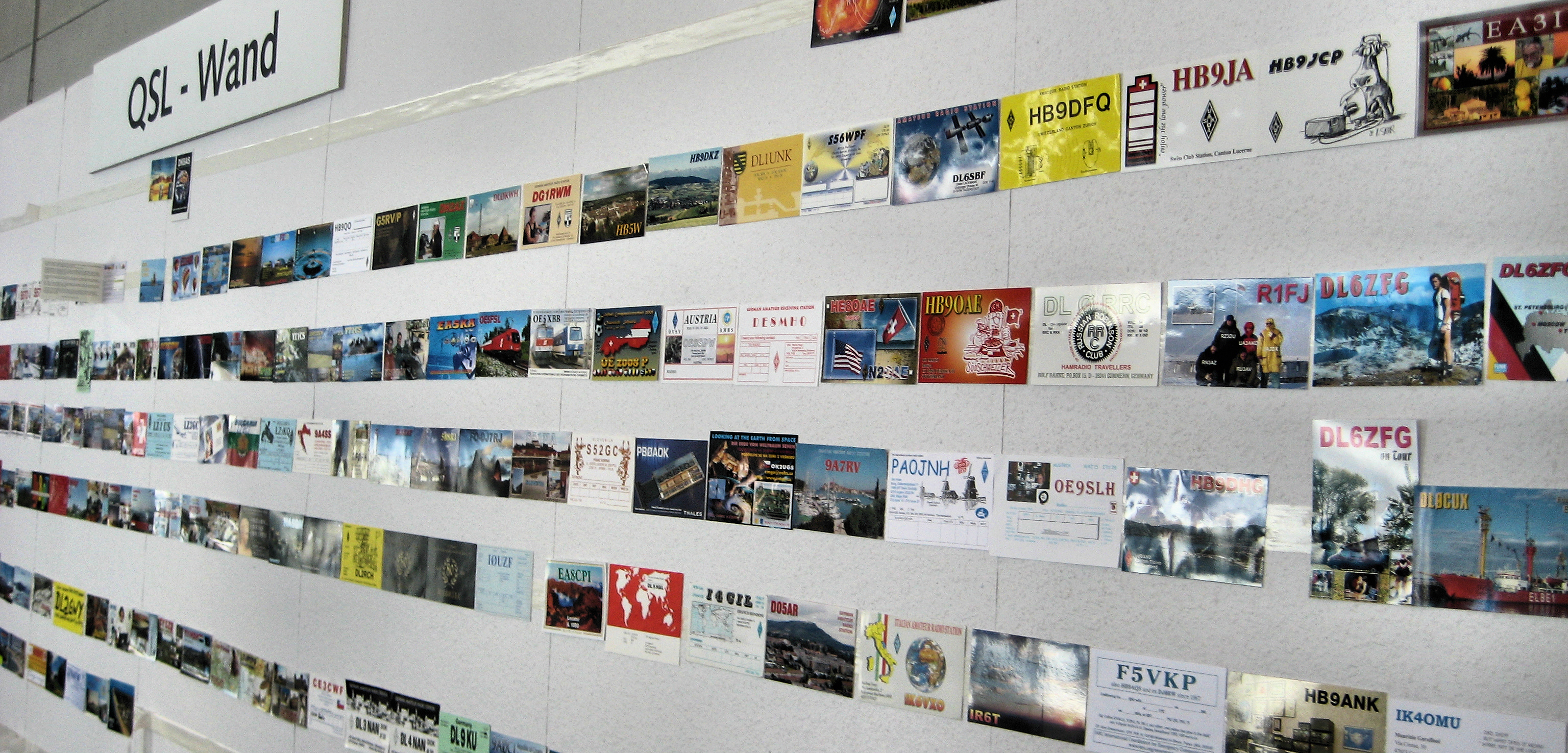
QSL-Wand

Die von den klassischen Karten bekannten Charakteristika, wie Angabe der Verbindungsdaten sowie das nicht selten besonders attraktiv gestaltete Kartenmotiv sind bei eQSL ebenso gegeben. Wer möchte, kann eQSL auch auf Papier oder Karton ausdrucken und dann, beispielsweise an einer Wand, wie herkömmliche QSL-Karten zur Schau stellen (Bild).
Inzwischen ist eQSL unter Funkamateuren weit verbreitet und wird insbesondere zur Bestätigung mittels digitaler Betriebsarten („Digimodes“), wie PSK31 und FT8, durchgeführter Funkverbindungen sehr häufig genutzt.